# 구루시마 미치후사
구루시마 미치후사(일본어: 来島 通総, 에이로쿠 4년(1561년) ~ 게이초 2년 음력 9월 16일(1597년 10월 26일))는 아즈치 모모야마 시대의 이요국 출신 센고쿠 무장이다.

## 생애
에이로쿠 4년(1561년) 무라카미 수군의 일족인 이요 무라카미씨(伊予村上氏)의 당주 무라카미 미치야스(村上通康)의 넷째 아들로 태어났다.
에이로쿠 10년(1567년) 아버지가 병사하자 외할아버지인 고노 미치나오(河野通直)에 의해 배다른 형 셋을 제치고 일곱 살의 나이로 후계자로 지목되었다. 대대로 고노 가문의 영향 아래 있었던 구루시마 가문은 미치후사의 대인 겐키 원년(1570년) 고노 미치노부(河野通宣)가 무로마치 막부에 바쳤던 공금을 빼돌리는 등 차츰 고노 가문에 대한 독립적 자세를 보이기 시작했다. 또한 고노 집안의 동맹이던 모리씨(毛利家)가 오토모 소린(大友宗麟)을 공격하는데 원군으로써 참가해 오토모씨(大友家)의 수군과 싸웠다. 그러나 당시 해전에서의 작전을 놓고 모리 수군을 거느리고 있던 무라카미 다케요시(村上武吉)와의 사이가 악화되었다.
덴쇼(天正) 10년(1582년)에 오다 노부나가의 중신 하시바 히데요시의 권유로 오다 가문을 지원하고자 모리 가문이나 고노 집안을 공격해 그들이 근거지로 삼고 있던 지역들은 순식간에 히데요시의 지배하에 놓이게 되었다. 나아가 가시마성(鹿島城)에서 항전하던 형 도쿠이 미치유키를 히데요시 편으로 삼고, 히데요시와 모리 가문과의 화친이 성립된 뒤 옛 영지로 돌아갈 수 있었다. 히데요시는 미시마 무라카미 씨 집안 가운데서도 가장 먼저 자신의 편으로 가담한 미치후사를 중용했고, 이때 성을 무라카미에서 구루시마로 바꾸게 되었다.
덴쇼 13년(1585년) 히데요시가 시코쿠 정벌(四国攻め)을 진행하였을 때 군을 맡아 고바야카와 다카카게 휘하에서 선봉으로 이요로 나아가 옛 주군이었던 고노씨를 쳤다. 이 전공으로 이요국 가자하야군(風早郡) 1만 4000석의 다이묘가 된다. 덴쇼 15년(1587년)의 규슈 정벌, 덴쇼 18년(1590년) 오다와라 정벌전에도 참가했다.
임진왜란(1592년)에 참전하였다. 처음에는 시코쿠 세력을 이끌던 후쿠시마 마사노리의 5번대에 배속되어 충청도 방면에서 육전에 종사했으나, 이순신 등이 지휘하는 조선 수군의 활약으로 전세가 흔들리자 다시 수군을 지휘해 조선 수군과 맞서게 되었다. 정유재란(1597년)이 일어나자 다시 참전, 남원성 공략 당시 6백 명을 거느리고 육군으로서 싸우다 와키사카 야스하루의 수군과 함께 전라도 방면의 조선 수군을 쓸어버리기 위해 진격했지만, 9월 16일에 진도의 울돌목에서 삼도수군통제사 이순신이 이끄는 조선 수군에 맞서 싸웠으나 전사하였다(명량대첩). 향년 37세(참고로 미치후사의 형 미치유키는 1592년 당포 해전 때 전사).

## 《난중일기》의 왜장 마다시 그리고 구루시마 미치후사
울돌목에서의 승리 후 이순신은 보급과 전력 열세 등의 문제로 수군을 거느리고 고군산군도까지 퇴각했고, 일본군이 부안까지 진출하며 강항이 포로로 잡히는 등 일본군의 서해 진출을 완전히 막지는 못했지만, 경기도 죽산(竹山)까지 북상했던 일본군이 수군으로부터의 보급 문제로 남쪽으로 항구를 찾아 내려오는 등 수륙 병진(竝進)을 통한 한양 공격 작전을 세우고 작전의 성공을 눈앞에 두고 있던 일본군은 울돌목에서의 패전으로 당초의 작전 계획이 모조리 무산되었고, 한겨울에 남해안 일대로 흩어져 본진이 있는 경상도 해안가로 돌아가 왜성을 쌓고 농성해야 했다.
흔히 이순신의 《난중일기》에 등장하는 왜장 마다시(馬多時)로 알려진 인물이다. 그렇지만 난중일기는 통제사가 이끄는 공격대의 기록일뿐 명량해전 전체를 기록한것은 아니다. 조선수군은 임하도를 중심으로 두패로 나누어서 서로 각기 다른 작전을 수행했기 때문이다. "선묘중흥지"에는 '내도수(來島守, 조선 사료에서 가리키는 구루시마)'는 선봉장인 마다시와 다른 인물로 기록되어 있으며 통제사가 화공으로 구루시마 미치후사의 수군을 공격할 때 사망했음을 기록하고 있다. 마다시란 인물의 후보중에 아와지섬(淡路島)을 중심으로 활약한 해상세력 간 씨(菅氏) 집안의 간 헤이에몬(菅平右衛門)의 아들 가운데 한 명인 간 마사카게(菅正陰)로 마타시로(又四郎)라는 통칭되던 인물이 거론되고 있다. 간 마타시로 마사카게 또한 명량에서 죽었고 '마타시로'와 '마다시'의 일본어 독음도 서로 같다.

## 가계
후쿠시마 마사노리를 섬기던 미치후사의 장남 미치노리(通則)가 죽어 차남 나가치카가 가문을 이었다. 나가치카는 세키가하라 전투에서 서군에 가담했으나 나가치카의 부인 겐쿄인(玄興院, 후쿠시마 다카하루(福島高晴)의 딸)의 백부(妻伯父) 후쿠시마 마사노리의 연줄로 혼다 마사노부를 통해 집안의 이름을 겨우 유지할 수 있었고, 게이초 6년(1601년)에 분고국 구스군으로 영지가 옮겨지고, 모리번(森藩)을 열었으며 이후 바다와는 완전히 분리되었다. 나가치카의 아들 구루시마 미치하루부터는 성씨가 구루시마 씨(久留島氏)로 바뀌었다.
사촌으로는 무라카미 가게치카가 있다.

## 관련 작품
드라마
- 《불멸의 이순신》 (2004년 ~ 2005년) - 유병준

영화
- 《명량》 (2014년) - 류승룡